# Rynek Underground
Il Museo Sotterraneo di Cracovia è situato sotto la piazza centrale della città e occupa una superficie di oltre 6000 metri quadrati.
I lavori nella piazza sotterranea sono iniziati all'inizio del 2009. Per la costruzione del museo sono stati spesi 38 milioni di zloty. Il museo è stato inaugurato il 24 settembre 2010. All'epoca ospitava solo mostre periodiche. La mostra principale, intitolata Sulle orme dell'identità europea di Cracovia, fu aperta al pubblico il 27 settembre 2010, tre giorni dopo l'inaugurazione del museo.